# 60558 Echeclus
60558 Echeclus là một centaur bên ngoài Hệ Mặt trời. Nó được Spacewatch phát hiện vào năm 2000 và ban đầu được phân loại là một hành tinh nhỏ với định danh tạm thời là 2000 EC98 (cũng được viết 2000 EC98). Nghiên cứu năm 2001 của Rousselot và Petit tại đài thiên văn Besançon ở Pháp chỉ ra rằng đó không phải là sao chổi, nhưng vào cuối tháng 12 năm 2005, người ta đã phát hiện ra đầu của nó. Đầu năm 2006 Ủy ban về danh pháp các vật thể nhỏ (CSBN) đã đặt cho nó tên gọi là sao chổi 174P / Echeclus. Nó cuối cùng đã đến điểm cận nhật vào tháng 4 năm 2015,  và dự kiến sẽ đạt khoảng 16,7 độ sáng gần xung đối vào tháng 9 năm 2015.

## Tên
Echeclus là một nhân mã trong thần thoại Hy Lạp.
60558 Echeclus chỉ là sao chổi thứ hai (sau Chiron) được đặt tên là một hành tinh nhỏ, thay vì theo tên của người phát hiện ra nó. Chiron cũng là một centaur; các centaur khác đang được quan sát cho các dấu hiệu của một đầu sao chổi
Bên cạnh Echeclus, bảy đối tượng khác cũng được liệt kê như là cả hai sao chổi và các hành tinh nhỏ được đánh số: 2060 Chiron (95p / Chiron), 4015 Wilson-Harrington (107P / Wilson-Harrington), 7968 Elst-Pizarro (133P / Elst-Pizarro), 118401 LINEAR (176P / LINEAR), (323137) 2003 BM80 (282P / 2003 BM 80), (300163) 2006 VW139 (288P / 2006 VW 139) và (457175) 2008 GO98 (362P / 2008 GO 98).

## Phân đoạn
Vào ngày 30 tháng 12 năm 2005, khi có khoảng cách 13.1 AU từ Mặt trời, một khối lớn Echeclus được quan sát thấy bị vỡ ra, gây ra một đám mây bụi lớn. Các nhà thiên văn học đã suy đoán điều này có thể đã được gây ra bởi một tác động hoặc do sự giải phóng bùng nổ của các chất dễ bay hơi.

## Bùng phát
Echeclus dường như đã bùng nổ trở lại vào khoảng tháng 6 năm 2011 khi nó cách 8,5 AU từ mặt trời. Vào ngày 24 tháng 6 năm 2011, theo dõi hình ảnh với Kính viễn vọng Haleakala-Faulkes 2 mét cho thấy đầu của Echeclus rất gần với giới hạn nền trời.
Echeclus bùng nổ trở lại vào khoảng ngày 7 tháng 12 năm 2017 khi nó cách 7.3 AU từ Mặt trời, và sáng hơn 4 độ sáng so với dự kiến.

## Sự hiện diện của khí
Năm 2016, carbon monoxit đã được phát hiện ở Echeclus với số lượng rất nhỏ và tỷ lệ sản xuất CO dẫn xuất được tính toán là đủ để giải thích cho đầu của nó quan sát được. Tốc độ sản xuất CO được tính toán từ Echeclus thấp hơn đáng kể so với mức thường thấy đối với 29P / Schwassmann-Wachmann, một sao chổi hoạt động xa khác thường được phân loại là một centaur.

## Quỹ đạo
Echeclus đã đến điểm cận nhật vào tháng 4 năm 2015.
Centaur có vòng đời năng động ngắn do tương tác mạnh mẽ với các hành tinh khổng lồ. Echeclus được ước tính có chu kỳ bán rã quỹ đạo khoảng 610.000 năm.